# Jack London: Wolfsblut
Wolfsblut ist ein italienisch-französisch-spanischer Spielfilm der Produktionsfirma Distribuzione Titanus aus dem Jahre 1973 in Anlehnung an die Erzählung White Fang von Jack London. Der Film spielt um die Wende vom 19. zum 20. Jahrhundert im Nordwesten Kanadas und enthält Elemente des Abenteuer- und solche des Tierfilms. Er dreht sich um Motive des Goldgräbertums in Anlehnung an den Klondike-Goldrausch.

## Handlung
Dem Indianer Charlie und seinem minderjährigen Sohn Mitsah gerät ein verwilderter Schäferhund in die Hände, den sie Wolfsblut nennen und mit dem sich Mitsah gegen den Willen seines Vaters, der in ihm nur das Raubtier sieht, anfreundet. Kurz darauf begegnet den beiden ihr Freund Kurt Janssen in Begleitung des Schriftstellers Jason Scott auf der Durchreise in die Goldgräberstadt Dawson.
Wenig später bricht Mitsah beim Eisangeln ein. Wolfsblut alarmiert Charlie und rettet Mitsah dadurch das Leben. Doch er bleibt bettlägerig und sein Vater bringt ihn in Begleitung von Wolfsblut auf einem Schlitten und in einem Kanu nach Dawson, wo er ärztliche Hilfe erhofft. Dort wird er mit dem skrupellosen Geschäftemacher Beauty Smith und seiner Bande konfrontiert. Weil er diesem den Hund nicht abtreten will, wird er von einem Handlanger Smiths erdolcht.
Unterdessen genest Mitsah in der Krankenstation der Stadt, die von der eigens dafür angereisten Schwester Evangelina betreut wird. Der Pfarrer der Gemeinde, Pater Oatley, und die inzwischen eingetroffenen Janssen und Scott opponieren gegen Smith, dem sie unlautere Geschäftsmethoden vorwerfen. Oatley hatte als Zeuge des Mordes zuvor noch aus Angst geschwiegen. Als bekannt wird, dass in einer anderen Gegend Gold gefunden wurde, halten Smith und seine Leute diese Nachricht zunächst geheim, da sie das Ausbluten von Dawson und das damit verbundene Ende ihrer Geschäfte befürchten. Diese Nachricht wird schließlich jedoch von Oatley in seiner Verzweiflung verbreitet, nachdem seine Tochter in einem Handgemenge mit Smith und einem seiner Schergen ums Leben gekommen ist.

## Synchronisation
| Schauspieler      | Rolle                | Deutsche Stimme     |
| ----------------- | -------------------- | ------------------- |
| Franco Nero       | Jason Scott          | Klaus Kindler       |
| Raimund Harmstorf | Kurt Janssen         | Michael Chevalier   |
| John Steiner      | Beauty Smith         | Lothar Blumhagen    |
| Virna Lisi        | Schwester Evangelina | Renate Küster       |
| Daniele Dublino   | Chester              | Gerd Martienzen     |
| Rik Battaglia     | Jim Hall             | Heinz Theo Branding |

## Kritik
Das Lexikon des internationalen Films nannte die Produktion einen „aufwendigen Abenteuerfilm“, der blass bleibe, „wenn es darum geht, das Verhältnis zwischen Zivilisationsgesetzen und Naturkräften in Bilder zu fassen.“